# اگنیا
اگنیا (به لاتین: Agnia) یک منطقهٔ مسکونی در ساحل عاج است.